# Al Sabah
Al Sabah (àrab: آل صباح, Āl Ṣabbāḥ) és el nom de la dinastia que governa a Kuwait des de la meitat del segle xviii. La família pertany a la branca tribal Utub dels Anaza.
Els Al Sabah, originaris del Najd, van emigrar a Qatar amb altres clans dels Utub vers 1674, passant a Kuwait a l'inici del segle xviii. No és clar com va pujar al poder el primer xeic/emir Abu Abd Allah Sabah I ibn Jàbir Al-Sabah (vers 1752): no es va imposar ni per motius religiosos ni per ser descendent del Profeta sinó que aparentment fou acceptat pels altres caps dels clans i després va tenir el suport dels comerciants locals. La successió pacifica generalment va ajudar a la cohesió i l'estabilitat. Un cas d'excepció fou el de xeic Mubarak al-Lahab ibn Sabah Al-Sabah «el Gran» (1896-1915) que va pujar al tron després d'assassinar dos germans (xeic Muhammad Al-Sabah Al-Sabah i Jarrah Al-Sabah); els otomans van sospitar la influència britànica en l'afer, especialment quan el 1899 el xeic va signar un tractat de protecció amb la Gran Bretanya. Aquesta aliança amb els britànics era mal vista pels Al Rashid d'Hail i els Al Saüd del Najd. El 1920-1921 el conflicte amb els saudites va acabar amb la cessió d'alguns territoris a aquests.
La recessió de la indústria de les perles i l'aturada del comerç amb el Najd va causar una greu crisi econòmica als anys vint i trenta, però el 1938 es va descobrir petroli. El 30 de juny de 1946 va començar l'exportació i aviat la prosperitat es va fer general. Els Al Sabah van obtenir la plena independència pel seu emirat el 19 de juny de 1961. Iraq va reclamar el territori però això no va tenir traducció sobre el terreny fins que el 2 d'agost de 1990 Saddam Hussein, dictador de l'Iraq, va ocupar el país, va establir una república efímera i al cap d'una setmana la va annexionar amb el nom de Kadhima. Els Al Sabah es van exiliar a Aràbia Saudita fins que forces dels Estats Units i alguns dels seus aliats van reconquerir l'emirat derrotant a les forces iraquianes (gener-febrer de 1991).

## Llista de xeics i emirs
- xeic Abu Abd Allah Sabah I ibn Jàbir Al-Sabah 1752 - 1758
- xeic Abdullah I ibn Sabah Al-Sabah 1758 - 1814
- xeic Jàbir I ibn Abdullah Al-Sabah 1814 - 1859
- xeic Sabah II ibn Jàbir Al-Sabah 1859 - 1866
- xeic Abdullah II ibn Sabah Al-Sabah 1866 - 1892
- xeic Muhammad al Sabah Al-Sabah 1892 - 1896
- xeic Mubarak al-Lahab ibn Sabah Al-Sabah "el Gran" 1896 - 1915
- xeic Jàbir II Al-Mubarak Al-Sabah 1915 - 1917
- xeic Salim Al-Mubarak Al-Sabah 1917 - 1921
- xeic Ahmad Al-Jàbir Al-Sabah 1921 - 1950
- xeic Abdullah III Al-Salim Al-Sabah 1950 - 1965(19 de juny de 1961, independent, agafa el títol d'emir)
- xeic Sabah III Al-Salim Al-Sabah 1965 - 1977
- xeic Jàbir III Al-Ahmad Al-Jàbir Al-Sabah 1977 - 1990 (exiliat a Taif del 2 d'agost de 1990 al 14 de març de 1991)
- Alaa Hussein Ali Al-Khafaji Al-Jàbir (president provisional de la república) 2 d'agost a 8 d'agost de 1990 
  - Ali Hassan al-Majid (conegut com a Ali el Químic), governador iraquià, 8 d'agost de 1990 a novembre de 1990
  - Aziz Salih Numan, governador iraquià, Novembre de 1990- 26 de febrer de 1991
- xeic Jàbir III Al-Ahmad Al-Jàbir Al-Sabah 1991-2006 (segona vegada)
  - xeic Saad Al-Abdullah Al-Salim Al-Sabah, regent, 2001 - 2002
- xeic Saad Al-Abdullah Al-Salim Al-Sabah 15 de gener - 24 de gener de 2006
- xeic Sabah Al-Ahmad Al-Jàbir Al-Sabah 29 gener 2006 – 29 setembre 2020
- xeic Nawaf Al-Ahmad Al-Jàbir Al-Sabah 29 setembre 2020 - 16 desembre 2023
- xeic Mixaal Al-Ahmad Al-Jàber Al-Sabah 16 desembre 2023 - actualitat